# مارينا لوغفينينكو
مارينا فيكتوروفنا لوغفينينكو (الروسية: Марина Викторовна Логвиненко ، ولدت في 1 سبتمبر 1961) هي لعبة رماية روسية ، متخصصة في أحداث المسدس، تنافست في أربع ألعاب أولمبية وفازت بخمس ميداليات أولمبية. في الألعاب الأولمبية الصيفية 1992، فازت بمسدس هوائي بطول 10 أمتار ومسدس بطول 25 مترًا. إنها المرأة الوحيدة وواحدة من خمسة رياضيين فازوا بميداليتين ذهبيتين فرديتين في الرماية خلال دورة أولمبية واحدة.
تعتبر لاعبة الرماية الأكثر شهرة في روسيا ، الفائزة الوحيدة بخمس ميداليات أولمبية في تاريخ رياضة الرماية الروسية. حصلت على تكريم ماستر في الرياضة في اتحاد الجمهوريات الاشتراكية السوفياتية (1982) وتكريم ماستر في الرياضة في روسيا (1996).